# 훈맹정음
훈맹정음(訓盲正音)은 박두성이 1926년에 발표한 한글 점자이다. 주로 눈이 불편한 사람들을 위해 만들어졌다.

## 같이 보기
- 박두성
- 한글